# Draconarius auriculatus
Draconarius auriculatus är en spindelart som beskrevs av Xu och Li 2006. Draconarius auriculatus ingår i släktet Draconarius och familjen mörkerspindlar. Inga underarter finns listade i Catalogue of Life.